# Lycée Henri-IV
Il lycée Henri-IV (liceo Enrico IV) è una scuola francese d'insegnamento secondario e superiore, situata al numero civico 23 di rue Clovis a Parigi, nel V arrondissement, poco distante dalla chiesa Saint-Étienne-du-Mont e dal Panthéon.
L'attuale preside del liceo è Patrice Corre.
Il liceo conta più di 2 500 studenti dal collège (che accoglie ragazzi dagli 11 ai 16 anni) alle classi preparatorie (CPGE).
È rinomato per i risultati al baccalaureato, ma anche ai Concours général, come pure ai concorsi d'entrata alle Grandes écoles. 
Monumento storico per gli edifici in cui ha sede (datano dal XII al XVIII secolo), il liceo li ha ereditati dall'antica abbazia di Sainte-Geneviève. Fra questi, la torre Clovis (antico campanile dell'abbazia), il refettorio (attuale cappella) e il gabinetto delle Medaglie (camera delle meraviglie). Lavori recenti (1966 circa) di restauro hanno permesso di portare alla luce vestigia di epoca carolingia.
Curiosa è la presenza di una coppia di gheppi che nidifica da qualche anno sulla torre Clovis, che presto sarà inserita fra i monumenti che costituiscono il patrimonio nazionale transalpino.

## Storia

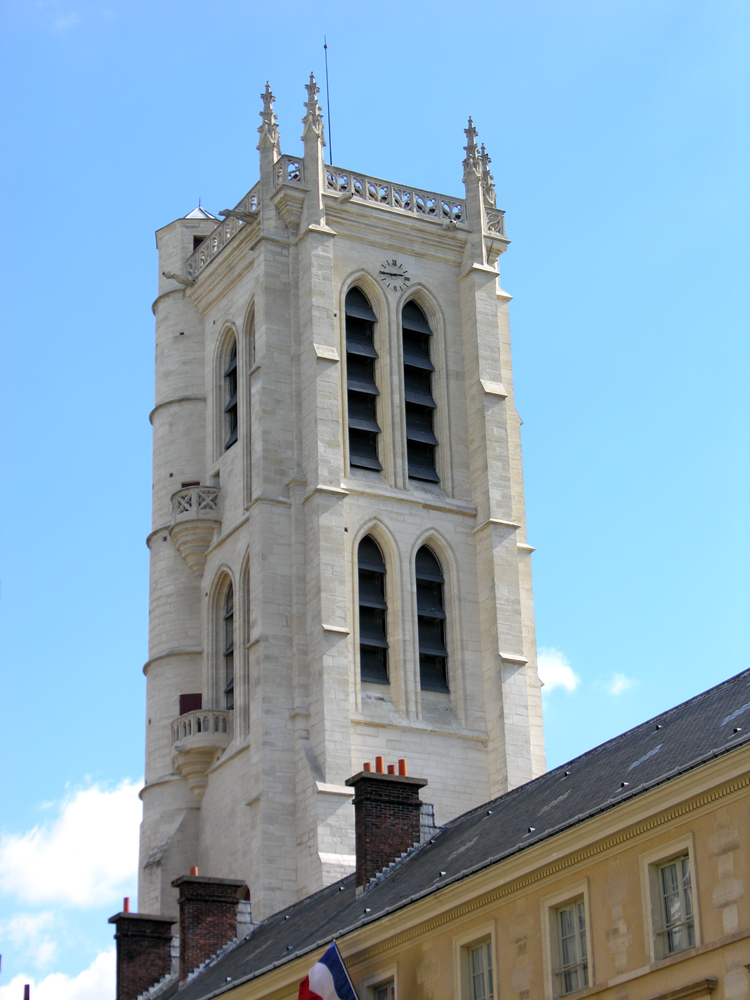
La torre Clovis, uno dei simboli del liceo

L'area occupata dal liceo è quella dove sorgeva dal VI secolo l'Abbazia di Sainte-Geneviève, un'abbazia benedettina eretta nel 502 da Clodoveo I in onore dei SS. Pietro e Paolo. Nel 512 ricevette il corpo di santa Genoveffa. Saccheggiata a più riprese dai Normanni, accoglieva canonici secolari che verranno in seguito chiamati genoveffani. Nel XII secolo questi vennero riformati da Suger, abate della Basilica di Saint-Denis, che li obbligò a fondare una bottega di copisti e una biblioteca. La disciplina si allentò nuovamente in seguito. Nel 1619 Luigi XIII diede l'abbazia in commenda al cardinale di La Rochefoucauld, che divenne capo della Congregazione di Francia, la quale riuniva tutti i canonici agostiniani.
I canonici furono espulsi dall'edificio all'epoca della Rivoluzione francese e l'abbazia fu dichiarata bien national nel 1790, ma fu evitata la dispersione delle opere raccolte nella loro ricca biblioteca (58 000 testi stampati e 2 000 manoscritti – terza biblioteca in Europa dopo quella del Vaticano e la Bodleian Library a Oxford). 
L'abbazia venne trasformata in un istituto scolastico che prese il nome di École centrale du Panthéon nel 1791, dove insegnarono anche celebri naturalisti come Georges Cuvier, fondatore dell'anatomia comparata e della paleontologia, e Aubin-Louis Millin de Grandmaison.
L'École centrale du Panthéon venne sostituita dal lycée Napoléon, che è quindi il primo liceo francese, storicamente parlando.  La chiesa abbaziale fu rasa al suolo fra il 1801 e il 1807 per aprire la rue Clovis. Con la Restaurazione la scuola venne ribattezzata collège royal Henri-IV: era un liceo d'élite, frequentato dai figli di Luigi Filippo e dall'alta nobilità.
Il liceo riprese il nome di Napoléon sotto il Secondo Impero e nel 1870, con la proclamazione della Terza repubblica, cambiò nome ancora una volta, diventando il lycée Corneille. Ma nel 1873 il governo del generale Patrice de Mac Mahon, monarchico legittimista, ribattezzò il liceo con il nome dell'unico esponente della dinastia borbonica apprezzato anche dai repubblicani, "il buon re Enrico". Così, il lycée Henri-IV trovò il suo nome attuale.

## Il liceo oggi
A causa della sua collocazione in un quartiere favorito (il Panthéon), il liceo Henri-IV accoglie oggi principalmente studenti provenienti dalle classi sociali più elevate. Non essendo rigidamente suddivisa la competenza territoriale dei licei, gli studenti del secondo ciclo del liceo sono selezionati in funzione del loro dossier scolastico. Provengono da più di un centinaio di diversi collegi di Parigi e della sua periferia.

### Le classi preparatorie

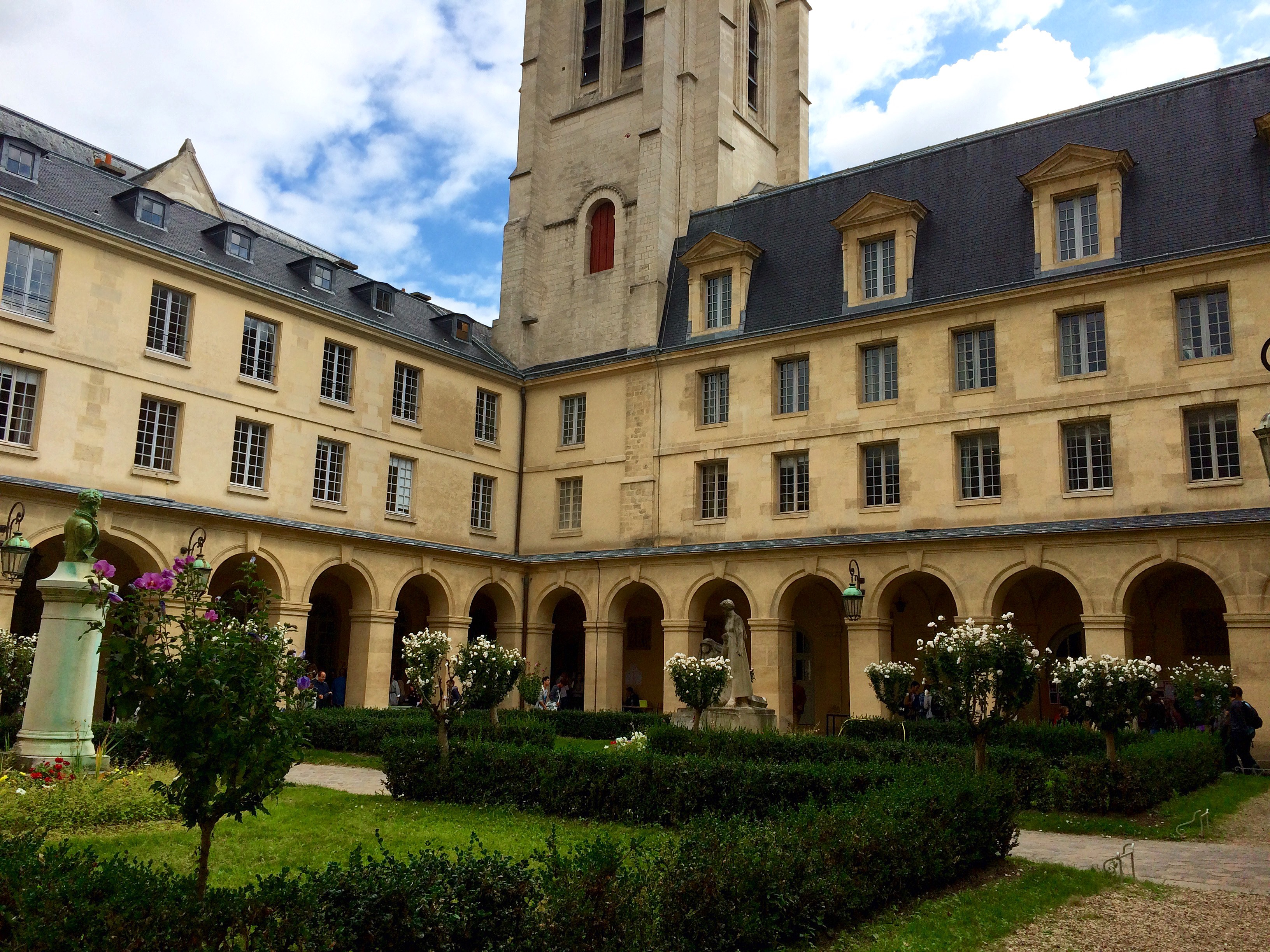
Il cortile del liceo, ai piedi della tour Clovis

Nel lycée Henri IV vi sono dodici classi preparatorie letterarie, otto scientifiche e quattro economiche.
Il liceo comprende pure una classe di preparazione agli studi superiori (CPES) dal settembre 2006. Questa classe si prefigge lo scopo di permettere ai giovani borsisti di raggiungere il livello in "cultura generale" dei loro compagni delle classes prépas vere e proprie, provenienti spesso dall'ambiente più favorito, e di permettere loro anche di frequentare con più facilità gli studi superiori.
Per questo, beneficiano di un inquadramento privilegiato (classe con pochi alunni, tutorato), di aiuti materiali (fornitura di un computer, alloggio nella città universitaria) e di numerosi vantaggi culturali (accesso gratuito ai musei, ai teatri, all'opera ecc.). La classe ha undici ore in comune e da 16 a 19 ore di corsi specializzati (lettere, economia e scienze sociali o scienze).
Il fatto che gli allievi delle classes prépas siano essenzialmente letterari (dodici divisioni su ventiquattro) ha due conseguenze: da una parte, il liceo Henri-IV è considerato letterario; dall'altra, la percentuale di stranieri nelle classi preparatorie di questo liceo è estremamente bassa. La selezione da superare per accedere a questo liceo è ostica. Una tendenza riscontrata è quella che ad entrare nelle prépas del liceo sono quasi solamente i "migliori della classe".
Pertanto, anche se i tentativi si sono moltiplicati, il liceo Henri-IV continua ad accogliere le categorie sociali più agiate.